# Mycale topsenti
Mycale topsenti är en svampdjursart som beskrevs av Burton 1959. Mycale topsenti ingår i släktet Mycale och familjen Mycalidae.
Artens utbredningsområde är Oman. Inga underarter finns listade i Catalogue of Life.